# Mitsuko Uchida
Dame Mitsuko Uchida DBE (japanisch 内田 光子, Uchida Mitsuko; * 20. Dezember 1948 in Atami) ist eine britische Pianistin japanischer Herkunft.

## Leben
Uchida ist die Tochter eines in Wien stationierten Diplomaten. Mit 12 Jahren begann sie das Musikstudium bei Richard Hauser an der Wiener Hochschule für Musik. Mit 14 Jahren gab sie im Brahms-Saal des Wiener Musikvereins ihr erstes öffentliches Konzert, dem bald weitere Auftritte folgten. Später nahm sie Unterricht bei Wilhelm Kempff, Stefan Askenase und Nikita Magaloff. 1969 gewann sie den 1. Preis beim Wiener Beethoven-Wettbewerb, 1970 den 2. Preis beim internationalen Chopin-Wettbewerb in Warschau.
1972 zog sie nach London. Dort begann ihre internationale Karriere. 1975 gewann sie den 2. Preis beim Internationalen Klavierwettbewerb in Leeds. 1982 spielte sie in der Londoner Wigmore Hall sämtliche Klaviersonaten Mozarts. Danach begann ihre Schallplatten-Karriere. Uchida wurde bekannt als eine der führenden Interpretinnen von Mozart, so spielte sie alle seine Klaviersonaten und Klavierkonzerte ein. Außerdem gehören Werke von Schubert, Beethoven und Chopin sowie der Komponisten der Zweiten Wiener Schule zu ihrem Repertoire. Hier wurde sie für ihre Einspielung des Klavierkonzertes von Arnold Schönberg mehrfach ausgezeichnet.
Im Juni 1984 gab sie ihr Debüt mit den Berliner Philharmonikern unter Seiji Ozawa. Konzerte unter Leitung der Dirigenten Christoph von Dohnányi und Jeffrey Tate folgten. 1986 unternahm sie eine USA-Tournee mit Yehudi Menuhin und dem English Chamber Orchestra.
1999 nahm sie alle Etüden von Debussy auf. 1997 begann sie das Projekt der Aufnahme aller Klaviersonaten von Franz Schubert, das 2002 vollendet wurde.
Auch im Fernsehen ist Uchida häufig aufgetreten. So drehte 1987 der Regisseur Tony Palmer das Uchida-Porträt Mozart in Japan, das vom ZDF 1989 ausgestrahlt wurde. In einer 70-Minuten-Sendung am 27. Juni 1990 im ARD-Programm spielte und erläuterte die Pianistin die zwölf Etüden von Claude Debussy. Und am 31. Dezember 2006 war sie die gefeierte Solistin im alljährlich veranstalteten Silvesterkonzert der Berliner Philharmoniker mit Mozarts Klavierkonzert d-Moll, KV 466. Auch mit namhaften zeitgenössischen Komponisten arbeitet Uchida zusammen. So brachte sie Matthias Pintschers On A Clear Day am 28. Februar 2006 in Frankfurt zur Uraufführung. Das Stück ist unter anderem ihr gewidmet: „und für Mitsuko – zum Spielen“.
Am 14. Februar 2011 gewann sie für die Aufnahme Mozart: Klavierkonzert Nr. 23 & 24 – The Cleveland Orchestra den Grammy in der Kategorie „Best Instrumental Soloist(s) Performance (with Orchestra)“. 2012 wurde ihr die Goldmedaille der Royal Philharmonic Society verliehen, 2015 das Praemium Imperiale zuerkannt.

## Auszeichnungen
- 1986: Suntory Music Award
- 1989: Gramophone Award, Best Instrumental Recording, für die Aufnahme aller Klaviersonaten von Wolfgang Amadeus Mozart
- 2001: Commander of the Order of the British Empire (CBE)[2]
- 2001: Gramophone Award, Best Concerto Recording, für die Aufnahme des Klavierkonzerts von Arnold Schoenberg, Leitung Pierre Boulez
- 2003: Aufnahme in die American Philosophical Society[3]
- 2005: Preis der japanischen Akademie der Künste (Onshi-shō)
- 2007: Aufnahme in die American Academy of Arts and Sciences
- 2008: Das BBC Music Magazine präsentiert sie als Instrumentalistin des Jahres
- 2009: Dame Commander of the Order of the British Empire (DBE)[4]
- 2009: Ehrendoktor (Doctor of Music, DMus) der Universität Oxford[5]
- 2011: Grammy für die Aufnahmen von Mozarts Klavierkonzerten Nr. 23 KV 488 und Nr. 24 KV 491 mit dem Cleveland Orchestra
- 2012: Goldmedaille der Royal Philharmonic Society, eine der höchsten Auszeichnungen, die im Bereich der Klassischen Musik vergeben werden[6]
- 2014: Ehrendoktor der Universität Cambridge[7]
- 2015: Goldmedaille der Mozarteum-Stiftung, Salzburg[8],
- 2015: Praemium Imperiale
- 2025: Ehrenmitglied des Wiener Musikvereins[9]

Sie war Artist in Residence des Cleveland Orchestra (2002), der Berliner Philharmoniker (2008/09) sowie der Elbphilharmonie Hamburg (2016/17).